# Ludwig Ganghofer
Ludwig Ganghofer, nemški pisatelj, * 7. julij 1855, Kaufbeuren, Kraljevina Bavarska (zdaj Nemčija), † 24. julij 1920, Tegernsee. Poznan je po svojih domačijskih romanih.  

## Življenje
Rojen je bil v kraju Kaufbeuren na Bavarskem, očetu Augustu (1827–1900), ki je bil gozdarski uradnik. Njegova mlajša sestra Ida (1863–1944) se je poročila z geologom in geografom Albrechtom Penckom leta 1886, geomorfolog Walther Penck je bil Ganghoferjev nečak.
Leta 1873 je maturiral na gimnaziji in delal kot monter v augsburgški strojni proizvodnji. Leta 1875 je pričel s študijem na Tehniški univerzi v Münchnu, smer mehanično inženirstvo, a je sčasoma spremenil smer študija v literarno zgodovino in filozofijo, kar je študiral v Münchnu, Berlinu in Leipzigu. 1879 je doktoriral na leipziški univerzi. 
Svojo prvo igro Der Herrgottschnitzer von Ammergau je napisal leta 1880 za Staatstheater am Gärtnerplatz (münchensko gledališče Gärtnerplatz). Bila je zelo uspešna, uprizorili so jo 19-krat. Preboj je s to igro doživel v Berlinu, kjer so jo na gostovanju zaigrali več kot 100-krat. Ganghofer je delal kot dramaturg v dunajskem Ringtheatru (1881), kot svobodni pisatelj je pisal za družinski časopis Die Gartenlaube in sodeloval kot urednik pri Neues Wiener Tagblatt (1886–1891). Na Dunaju je obiskoval salon na Palais Todesco, kjer je spoznal umetnike, kot sta Hugo von Hofmannsthal in Johann Strauss mlajši. Od leta 1891 je pisal pretežno planinske romane, ki so jih navdihnili lovski izleti v bližino njegove lovske koče blizu Leutascha na Tirolskem. Bil je producent von Hofmannsthalove igre Der Tor und der Tod. Ustanovil pa je münchenško literarno društvo. 
Manj znano je njegovo delo vojnega dopisnika v letih 1915 do 1917. V teh letih je pisal – poleg propagandnih in nepristranskih poročil npr. Reise zur deutschen Front – veliko število vojnih pesmi, ki so bile objavljene v antologijah kot npr. Eiserne Zither in Neue Kreigslieder, v katerih je prikazoval nacionalistično in protidemokratično mišljenje. Njegovo prijateljstvo z vladarjem Viljemom II. Nemškim je vplivalo na vojna poročila, ki so prikazovala vladarja in njegovo mišljenje o poteku vojne v lepi luči. Malo pred nemško kapitulacijo je objavljal pozive, naj ne obupajo nad bojem. Leta 1917 se je s prijateljem Ludwigom Thomo pridružil skrajno desni in nacionalistični nemški domovinski stranki, ki je razpadla med revolucijo v letih 1918–19. Kljub kritikam kolegov, kot je bil Karl Kraus, so mu medvojna poročila in podpora vladarju priskrbela nadpovprečni dohodek.
Po koncu vojne se je Ganghofer vrnil k poklicu pisatelja. Svoje zadnje delo Das Land der Bayer in Farbenphotogaphie je posvetil »svojemu mogočnemu kralju Ludviku II. Bavarskemu«. Kmalu za tem je umrl v kraju Tegernsee.
Njegova dela, predvsem romani, doživljajo ponatise še danes. Do leta 2004 so ocenili, da je bilo prodanih preko 30 milijonov izvodov. Njegova dela so bila ekranizirana v obdobju domačijskega filma (nem. Heimatfilma) po drugi svetovni vojni. Domačijski romani so mu prislužile ugled opisovalca zdravega sveta. Opisujejo življenje preprostih ljudi in so zaradi prikazov idiličnega bavarskega alpskega življenja označena kot kič.

## Romani
- Der Herrgottschnitzer von Ammergau (1880)
- Der Jäger von Fall: Eine Erzählung aus dem bayerischen Hochlande (1883)
- Die Sünden der Väter (1886)
- Edelweißkönig (1886)
- Der Klosterjäger: Roman aus dem 14. Jahrhundert (1892)
- Die Martinsklause (1894)
- Schloss Hubertus (1895)
- Das Schweigen im Walde (1899)
- Der Dorfapostel (1900)
- Das neue Wesen. Roman aus dem 16. Jahrhundert, (1902)
- Der Hohe Schein (1904)
- Der Besondere (1904)
- Der Mann im Salz (1906)
- Waldrausch (1907)
- Lebenslauf eines Optimisten (1909–1911)
- Der Ochsenkrieg: Roman aus dem 15. Jahrhundert (1914)
- Die Trutze von Trutzberg. Roman aus d. 15. Jahrhundert (1915)
- Reise zur deutschen Front (1915)
- Das große Jagen (1918)
- Der laufende Berg (1920)

## V slovenščino prevedeni romani
- Vaški apostol, za Ameriško domovino prestavil M. U., 1932, št, 251–306;  za Glas naroda priredil X. X., 1939 in 1940; Domovina 1938; št. 283-xxx, 1940, št. 1–57; v knjigi  s podnaslovom Roman 1838 (COBISS), priredil Boris Rihteršič.
- Samostanski lovec, za Glas naroda priredil I. H., 1935, št. 12–108; Amerikanski Slovenec 1942, št. 16–80 in naprej; v knjigi 1939 (COBISS), prevod Blaž Poznič.
- Grad Hubertus: Roman, Glas naroda 1936, št. 152–304; 1937, št. 1–221.
- Martinj klošter, poslovenil Blaž Poznič, Domoljub 1936, št. 49–52, 1937, št. 1–52, 1938, št. 1–37; v knjižni obliki: Šmartinski klošter: Roman iz začetka 12. stoletja, 1941 (COBISS) (prevod Blaž Poznič).

## Izbor filmov po romanih
- Der Jäger von Fall (1956), Gustav Ucicky
- Waldrausch (1962), Paul May
- Schloss Hubertus (1934, 1954, 1973)
- Der Jäger von Fall (1974), Harald Reinl
- Waldrausch (1977)